# Qingxu Guan
Qingxu Guan oder Qingxu-Tempel bzw. Qingxu-Kloster (chinesisch 清虚観 / 清虚观, Pinyin Qīngxū Guān, englisch Monastery of Clarity and Emptiness – „Kloster der Klarheit und Leere“) ist ein daoistischer Tempel im Kreis Pingyao der chinesischen Provinz Shanxi.
Er wurde ursprünglich in der Zeit der Tang-Dynastie erbaut (657), Rekonstruktionen fanden in den Yuan-, Ming- und Qing-Dynastien statt. 
Zu seinen Hauptgebäuden zählen die Drachen-und-Tiger-Halle (Longhu Dian), die Drei-Reine-Halle (Sanqing Dian), der Jadekaiser-Pavillon (Yuhuang Ge) u. a.
Der heute das Museum der Stadt Pingyao beherbergende Tempel steht seit 2006 auf der Liste der Denkmäler der Volksrepublik China (6-407).